# Jeff Miedzik
Jeff Miedzik (* 17. Mai 1958) ist ein ehemaliger kanadischer Eishockeyspieler, der unter anderem für den VfL Bad Nauheim und SC Riessersee in der Bundesliga aktiv war.

## Karriere
Jeff Miedzik kam im Jahr 1978 nach Deutschland und schloss sich in der Saison 1978/79 dem VfL Bad Nauheim aus der Bundesliga an. Anschließend wechselte er für eine Spielzeit zum Ligakonkurrenten SC Riessersee. Mit der Mannschaft beendete der Angreifer die Vorrunde zwar auf dem ersten Platz, rutschte bis zum Ende der Meisterrunde aber noch auf den dritten Rang ab. Ab der Saison 1980/81 spielte Miedzik beim Bundesliga-Absteiger ECD Iserlohn, mit dem ihm in der Spielzeit 1981/82 der Wiederaufstieg gelang. Doch statt in der höchsten Spielklasse setze er seine Laufbahn in der drittklassigen Oberliga fort, in der er für den Königsborner SV in der Saison 1982/83 in nur 30 Spielen 72 Tore erzielte und 114-mal punktete. Nach seinem Karriereende zog der Vater von vier Töchtern nach Toronto, wo er als Verkaufsleiter arbeitete.

## Erfolge und Auszeichnungen
- 1982 Aufstieg in die Bundesliga mit dem ECD Iserlohn

## Karrierestatistik
(Legende zur Spielerstatistik: Sp oder GP = absolvierte Spiele; T oder G = erzielte Tore; V oder A = erzielte Assists; Pkt oder Pts = erzielte Scorerpunkte; SM oder PIM = erhaltene Strafminuten; +/− = Plus/Minus-Bilanz; PP = erzielte Überzahltore; SH = erzielte Unterzahltore; GW = erzielte Siegtore; 1 Play-downs/Relegation; Kursiv: Statistik nicht vollständig)